# The Distillers
The Distillers sono un gruppo musicale punk rock statunitense attivo dal 1998 al 2006, e ritornato sulle scene nel 2018.

## Storia del gruppo
La prima apparizione avvenne nel 1998, quando la cantante e chitarrista australiana Brody Dalle incontrò la bassista Kim Chi, presto si aggiunsero la chitarrista Rose Casper Mazzola e il batterista Matt Rose. Con la Hellcat Records pubblicarono l'album omonimo nell'aprile del 2000.
Il secondo lavoro, Sing Sing Death House uscì nello stesso anno, ma fu ripubblicato nel 2002, data la popolarità acquistata dalla traccia Seneca Falls, apparsa nel videogioco Tony Hawk's Pro Skater 4. In questo periodo Kim Chi aveva lasciato la band ed è stata sostituita da Ryan Sinn; a lei successivamente si unì anche Matt Rose nella band The Original Sinners. Casper invece fu costretta a lasciare il gruppo per problemi di tossicodipendenza. Nell'estate 2002 i Distillers erano formati dalla Dalle, Ryan Sinn e il nuovo batterista Andy "Outbreak" Granelli (ex Nerve Agents). Date estive assieme a No Doubt e Garbage furono programmate, per poi essere annullate.
Il chitarrista/cantante Tony Bevilacqua si unì alla band poco prima del loro terzo e ultimo lavoro del 2003, Coral Fang, prodotto dalla Sire, dato il recente divorzio della frontwoman con Tim Armstrong della Hellcat, infatti questa tornò ad essere nota col cognome "Dalle". Nel 2005 Granelli abbandono la band per suonare con i Darker My Love, e Sinn invece per gli Angels & Airwaves.
Inizialmente, i due membri restanti negarono la rottura, dicendo d'essere solo in pausa, ma entro la fine del 2006 annunciarono formalmente lo scioglimento e continuarono assieme la loro carriera con una nuova formazione, gli Spinnerette.
Nel gennaio 2018 hanno annunciato la reunion con il nome originale The Distillers, confermando vari concerti negli Stati Uniti.

## Formazione
- Brody Dalle – voce e chitarra
- Tony Bevilacqua – chitarra
- Andy Granelli – batteria
- Rose "Casper" Mazzola – seconda chitarra e voce
- Kim Chi – basso
- Matt Young – batteria
- Ryan Sinn – basso

## Discografia
Album in studio
- 2000 – The Distillers
- 2002 – Sing Sing Death House
- 2003 – Coral Fang

EP
- 1999 – The Distillers 7"